# Parli parli
Parli parli è un singolo del rapper italiano Carl Brave, pubblicato il 9 ottobre 2020 come quinto estratto dal secondo album in studio Coraggio.

## Descrizione
Il singolo ha visto la collaborazione della cantante italiana Elodie.

## Video musicale
Il video, diretto da Fabrizio Conte, è stato reso disponibile il 12 ottobre 2020 attraverso il canale YouTube del cantante.

## Tracce
Testi e musiche di Carlo Coraggio.
1. Parli parli – 3:29

## Classifiche
| Classifica (2020) | Posizione massima |
| ----------------- | ----------------- |
| Italia            | 34                |